# Diego Tonetto
Diego Rubén Tonetto (Mendoza, Argentina, 5 de diciembre de 1988) es un futbolista argentino que juega como extremo izquierdo en Independiente Rivadavia de primera división.

## Carrera de fútbol
Nacido en Guaymallén, Mendoza Provincia, Diego Tonetto empezó su carrera en Ferro Carril Oeste. El 31 de marzo de 2008 haga su debut sénior, en contra Club Atlético Belgrano. Hizo su primer gol el 1 de noviembre contra Chacarita Juniors, y acabó su segunda estación con 35 partidos y cuatro goles, produciendo aproximadamente los mismos números en las dos campañas siguientes.
Tonetto Dejó el club en enero de 2012 por consentimiento mutuo. En agosto firmó un contrato con lado español CD Lugo, haciendo su Segunda División debut en el 18.º, contra Hércules Cf.
Tonetto hizo su primer gol en Europa el 29 de septiembre de 2012, adelantando a su equipo por 2-0 por encima del CD Mirandés.
A principios del año 2016, tras pasar por Independiente Rivadavia y Defensa y Justicia, fue transferido a Estudiantes de Buenos Aires, tras no ser tenido en cuenta para la temporada siguiente arribó a Instituto.
El 2 de mayo de 2018 se consagró campeón de la  Primera B Metropolitana con el Club Atlético Platense.

### Deportivo Maipú
Se confirma su llegada al Deportivo Maipú para disputar el Campeonato de Primera Nacional 2021 al firmar un contrato por un año hasta el 31 de diciembre del 2021.

### Independiente Rivadavia
Se confirma el retorno al club mendocino convirtiéndose en el primer refuerzo de la temporada. Firmó por un año hasta el 31 de diciembre del 2022. Su primer partido se produce recién en la fecha 15, partido que comienza como titular y en el que no convirtió goles.

## Estadísticas
Actualizado al 8 de julio de 2024
| Ferro Argentina | 2.ª                           | 2006-07                       | 8   | 0  | 0 | 0 | — | — | 8   | 0  | 0     |
| Ferro Argentina | 2.ª                           | 2007-08                       | 30  | 0  | 0 | 0 | — | — | 30  | 0  | 0     |
| Ferro Argentina | 2.ª                           | 2008-09                       | 34  | 4  | 0 | 0 | — | — | 34  | 4  | 0.12  |
| Ferro Argentina | 2.ª                           | 2009-10                       | 35  | 2  | 0 | 0 | — | — | 35  | 2  | 0.06  |
| Ferro Argentina | 2.ª                           | 2010-11                       | 35  | 1  | 0 | 0 | — | — | 35  | 1  | 0.03  |
| Ferro Argentina | 2.ª                           | 2011-12                       | 7   | 0  | 0 | 0 | — | — | 7   | 0  | 0     |
| Ferro Argentina | Total                         | Total                         | 149 | 7  | 0 | 0 | 0 | 0 | 149 | 7  | 0.05  |
| C. D. Lugo · España | 2.ª                           | 2012-13                       | 35  | 2  | 0 | 0 | — | — | 35  | 2  | 0.06  |
| C. D. Lugo · España | Total                         | Total                         | 35  | 2  | 0 | 0 | 0 | 0 | 35  | 2  | 0.06  |
| Independiente Rivadavia Argentina | 2.ª                           | 2013-14                       | 39  | 3  | 0 | 0 | — | — | 39  | 3  | 0.08  |
| Independiente Rivadavia Argentina | 2.ª                           | 2014                          | 14  | 1  | 0 | 0 | — | — | 14  | 1  | 0.07  |
| Independiente Rivadavia Argentina | Total                         | Total                         | 53  | 4  | 0 | 0 | 0 | 0 | 53  | 4  | 0.08  |
| Defensa y Justicia Argentina | 1.ª                           | 2015                          | 4   | 0  | 1 | 0 | — | — | 5   | 0  | 0     |
| Defensa y Justicia Argentina | Total                         | Total                         | 4   | 0  | 1 | 0 | 0 | 0 | 5   | 0  | 0     |
| Estudiantes Argentina | 3.ª                           | 2016                          | 15  | 1  | 0 | 0 | — | — | 15  | 1  | !0.07 |
| Estudiantes Argentina | Total                         | Total                         | 15  | 1  | 0 | 0 | 0 | 0 | 15  | 1  | 0.07  |
| Instituto Argentina | 2.ª                           | 2016-17                       | 16  | 0  | 1 | 0 | — | — | 17  | 0  | 0     |
| Instituto Argentina | Total                         | Total                         | 16  | 0  | 1 | 0 | 0 | 0 | 17  | 0  | 0     |
| Platense Argentina | 3.ª                           | 2017-18                       | 28  | 4  | 1 | 0 | — | — | 28  | 4  | 0.14  |
| Platense Argentina | 2.ª                           | 2018-19                       | 14  | 1  | 3 | 0 | — | — | 17  | 1  | 0.06  |
| Platense Argentina | Total                         | Total                         | 42  | 5  | 4 | 0 | 0 | 0 | 46  | 5  | 0.11  |
| Deportivo Morón Argentina | 2.ª                           | 2019-20                       | 5   | 0  | 0 | 0 | — | — | 5   | 0  | 0     |
| Deportivo Morón Argentina | Total                         | Total                         | 5   | 0  | 0 | 0 | 0 | 0 | 5   | 0  | 0     |
| Deportivo Maipú Argentina | 3.ª                           | 2020                          | 9   | 0  | 0 | 0 | — | — | 9   | 0  | 0     |
| Deportivo Maipú Argentina | 2.ª                           | 2021                          | 24  | 1  | 0 | 0 | — | — | 24  | 1  | 0.04  |
| Deportivo Maipú Argentina | Total                         | Total                         | 33  | 1  | 0 | 0 | 0 | 0 | 33  | 1  | 0.03  |
| Independiente Rivadavia Argentina | 2.ª                           | 2022                          | 20  | 0  | 0 | 0 | — | — | 20  | 0  | 0     |
| Independiente Rivadavia Argentina | 2.ª                           | 2023                          | 32  | 0  | 1 | 0 | — | — | 33  | 0  | 0     |
| Independiente Rivadavia Argentina | 1.ª                           | 2024                          | 2   | 0  | 4 | 0 | — | — | 6   | 0  | 0     |
| Independiente Rivadavia Argentina | Total                         | Total                         | 54  | 0  | 5 | 0 | 0 | 0 | 59  | 0  | 0     |
| Total Independiente Rivadavia | Total Independiente Rivadavia | Total Independiente Rivadavia | 107 | 4  | 5 | 0 | 0 | 0 | 109 | 4  | 0.04  |
| Total carrera | Total carrera                 | Total carrera                 | 406 | 20 | 5 | 0 | 0 | 0 | 411 | 20 | 0.05  |
| (1) La copa nacional se refiere a la Copa Argentina y Supercopa Argentina . (2) La copa internacional se refiere a la Copa Sudamericana, Recopa Sudamericana, Copa Libertadores y Copa Suruga Bank. |                               |                               |     |    |   |   |   |   |     |    |       |

## Palmarés

### Torneos nacionales
| Título                  | Club                    | País      | Año     |
| ----------------------- | ----------------------- | --------- | ------- |
| Primera B Metropolitana | Club Atlético Platense  | Argentina | 2017-18 |
| Primera B Nacional      | Independiente Rivadavia | Argentina | 2023    |

### Otros logros
| Logro                        | Club            | País      | Año  |
| ---------------------------- | --------------- | --------- | ---- |
| Ascenso a Primera B Nacional | Deportivo Maipú | Argentina | 2020 |